# Мистерии (роман)
«Мисте́рии» (норв. Mysterier, 1892) — второй роман Кнута Гамсуна.

## История создания

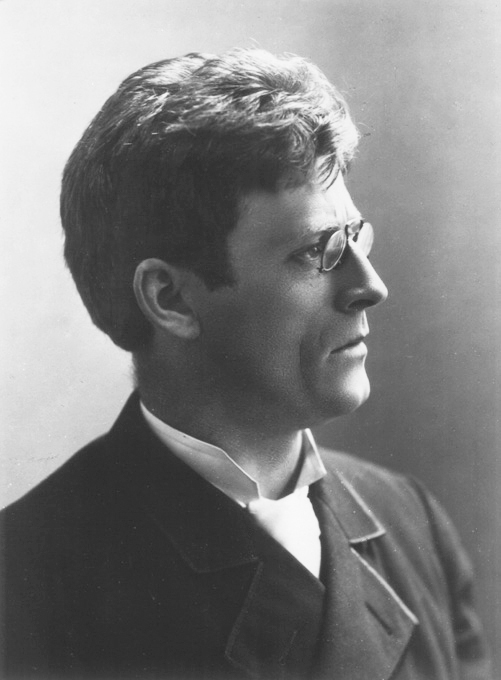
Кнут Гамсун в 1890 году

После принёсшего писателю скандальную славу первого романа «Голод» Гамсун начал жизнь профессионального писателя. Он был обременён долгами, гонорар за роман в 210 крон был быстро растрачен, первое издание в 2000 экземпляров распродавалось медленно. Поскольку для работы над новой книгой нужны были прежде всего соответствующие условия и возможность сосредоточиться на тексте, Гамсун уезжает в норвежский городок Лиллесанн (название буквально означает «Маленький песчаный пляж»), красивый и опрятный, который он, однако, вскоре невзлюбил и окрестил «Филлесандом» («Грязным пляжем»). Работать над романом приходилось в тяжёлых условиях, так как его соседом по номеру оказался непрерывно играющий на скрипке музыкант. Вскоре в Лиллесанн приехала Мэри Данн, молодая англичанка, которая решила перевести «Голод».
В Лиллесанне Гамсун работал над сборником рассказов, однако результат не удовлетворял автора, и он решил начать писать роман, будущие «Мистерии». Параллельно он создаёт статью «О бессознательной духовной жизни», которую литературоведы считают «программной» и «своеобразным комментарием» к «Голоду». Продолжая работать над романом, в 1890—1891 годах Гамсун совершил триумфальный лекционный тур по Норвегии. Для завершения работы над романом он приехал на летние месяцы 1891 года в Сарпсборг. В это время Гамсун был влюблён и беден, он пережил две любовные неудачи, отголоски которых видны в «Мистериях».
Осенью 1891 года Гамсун вернулся в Кристианию, где читал свои знаменитые лекции о норвежской литературе, которые посетили в том числе Эдвард Григ, Фритьоф Нансен и Хенрик Ибсен. В этих лекциях молодой писатель обрушился с резкой критикой на классиков реалистической литературы (с аналогичными речами в адрес Льва Толстого в «Мистериях» выступал Нагель).
«Мистерии» вышли в Копенгагене осенью 1892 года.

## Сюжет
Небольшой норвежский приморский городок, название которого остаётся неизвестным, растревожен появлением эксцентричного чужака, поселившегося на неопределённый срок в местной гостинице и представившегося как Юхан Нильсен Нагель. Его багаж, включающий футляр от скрипки, его жёлтый костюм и он сам становятся предметом живейшего интереса местных жителей. Нагель не сообщает о себе точной информации, распускает о себе слухи. Заинтригованное общество, скучающее в своей глуши, пристально следит за ним и пытается завлечь в свои ряды. Нагель, со своей стороны, интересуется некоторыми представителями этого общества. Объектами его основного интереса являются местная красавица фрекен Хьеллан, в день объявления помолвки которой Нагель прибыл в город, местный юродивый Минутка, и несчастная женщина Марта Гудэ́.
Нагель влюбляется в Дагни Хьеллан и преследует её. В первый же день своего пребывания в городке он узнаёт о местном священнике Карлсене, влюблённом в неё и якобы покончившем жизнь самоубийством, зарезавшись в лесу. Отношение Дагни к Нагелю постепенно меняется, но она не может и не хочет разорвать свою помолвку. Отношение Нагеля к Минутке, тайно влюблённому в Дагни, сначала выглядевшее как сострадание, становится всё более сложным. Видения и предчувствия Нагеля заставляют подозревать в нём загадочную и тёмную личность, убийцу Карлсена и виновника несчастий фрекен Гудэ. Отношение к последней Нагеля, также сначала выглядящее как сострадание и желание помочь материально, претерпевает развитие. Когда Дагни окончательно отказывает ему, Нагель начинает просить Марту выйти за него, та соглашается, однако Дагни убеждает её покинуть город. Все эти события происходят на фоне малоинтересной провинциальной светской жизни.
Непрерывно развиваясь, переживания и рефлексии Нагеля вызывают в нём душевную и физическую болезнь. В конце концов, он кончает жизнь самоубийством, бросившись в море. В последней сцене романа, через год после смерти Нагеля, идущие по лесу как две лучшие подруги Марта и Дагни вспоминают Нагеля и обсуждают то, как он был прав относительно Минутки.

## Влияние
«Мистерии» оказали большое влияние на модернистскую литературу XX века. По словам Анны Ахматовой, в юности она «читала много и постоянно: большое… влияние… оказал тогдашний властитель дум Кнут Гамсун („Загадки и тайны“)». Различными исследователями анализировалась связь романа с произведениями Франца Кафки (особенно с «Замком» и «Описанием одной борьбы») и Даниила Хармса, который взял цитату из романа эпиграфом для своей повести «Старуха». Поклонником романа был также Генри Миллер, сказавший в своём романе «Колосс Маруссийский»: «На свете мало книг, к которым я могу постоянно возвращаться, и одна из них — гамсуновские „Мистерии“, другая — „Вечный муж“ Достоевского. … это ближе ко мне, чем любая другая книга, которую я читал… Читая эту книгу, я всегда чувствую, словно читаю другую версию своей жизни».

## Экранизации и постановки
По роману в 1978 году снят одноимённый нидерландский фильм с Рутгером Хауэром в роли Нагеля и Сильвией Кристель в роли Дагни Хьеллан.